# A’ Chràlaig
Der A’ Chràlaig ist ein 1.120 m (3.675 ft) hoher, als Munro und Marilyn eingestufter Berg in Schottland. Sein gälischer Name A’ Chràileag kann in etwa mit Der Korb oder Die Reuse übersetzt werden. Der Berg liegt östlich der historischen Region Kintail in der Council Area Highland, etwa 35 Kilometer südöstlich von Kyle of Lochalsh und knapp 40 Kilometer nördlich von Fort William. Er ist Teil einer Bergkette zwischen dem Glen Affric und Loch Cluanie, die insgesamt fünf Munros aufweist.
Vier der Gipfel der Bergkette, außer dem A’ Chràlaig der Mullach Fraoch-choire, der Sgùrr nan Conbhairean und der Sàil Chaorainn, werden als Cluanie Horseshoe oder South Affric Horseshoe bezeichnet, da sie über einen gemeinsamen, sich nach Norden hufeisenförmig öffnenden Grat miteinander verbunden sind. Der A’ Chràlaig liegt in der westlichen Hälfte des Cluanie Horseshoe als breiter und massiv wirkender Berg am Nordufer von Loch Cluanie, der Grat verläuft hier in etwa von Nordnordwest nach Südsüdost. Nördlich des durch einen großen und massiven Cairn gekennzeichneten Hauptgipfels senkt sich der Grat etwas ab und wird felsiger, bis zum 1.008 m (3.307 ft) hohen Vorgipfel Stob Coire na Cràlaig. Nordöstlich folgt ein Sattel auf etwa 950 m Höhe, an den sich nördlich der Mullach Fraoch-choire anschließt. Südlich des Gipfelcairns zweigt an einem 1.051 m (3.448 ft) hohen Punkt ein etwas niedrigerer Grat nach Nordosten ab, der innerhalb des Cluanie Horseshoe liegt und im 947 m (3.107 ft) hohen Vorgipfel A’ Chioch endet. Südöstlich dieses Punkts teilt sich der Grat erneut. Der Hauptgrat des Hufeisens verläuft nach Osten und senkt sich bis auf den 727 m hohen Bealach Choire a’ Chait ab, über den der Übergang zum 1.109 m (3.638 ft) hohen Sgùrr nan Conbhairean möglich ist. Nach Süden senkt sich ein breiter grasiger Grat bis an das Ufer von Loch Cluanie ab, dessen Nordufer der A’ Chràlaig in diesem Bereich mit seinen breiten und grasigen Süd- und Ostflanken überragt. Westlich fällt der Berg steil in ein Tal ab, das nach Norden vom Allt a' Chomhlain entwässert, nach Süden vom An Caorann Mor. Es trennt das Cluanie Horseshoe von den sich westlich anschließenden Brothers of Kintail und den Five Sisters of Kintail, die insgesamt sechs Munros und weitere Gipfel umfassen.

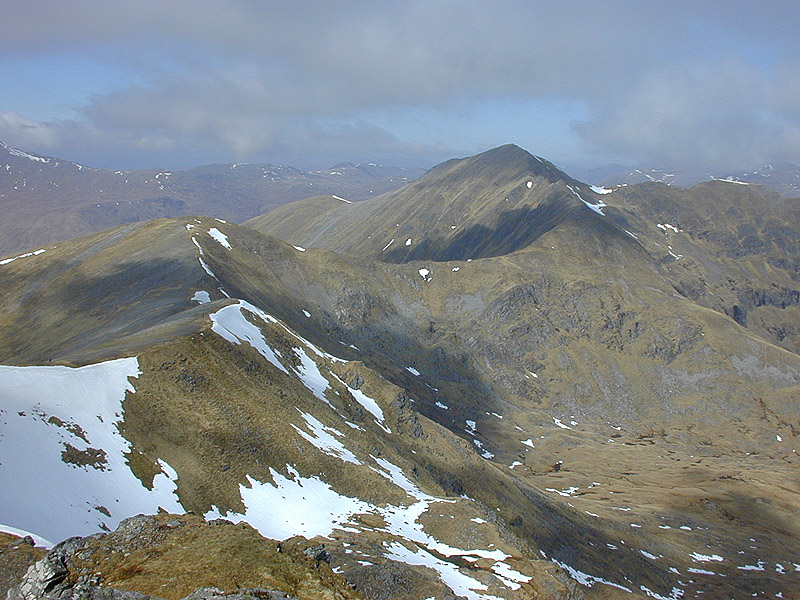
Blick vom Gipfel über den Nordgrat zum Vorgipfel Stob Coire na Cràlaig und zum Mullach Fraoch-choire
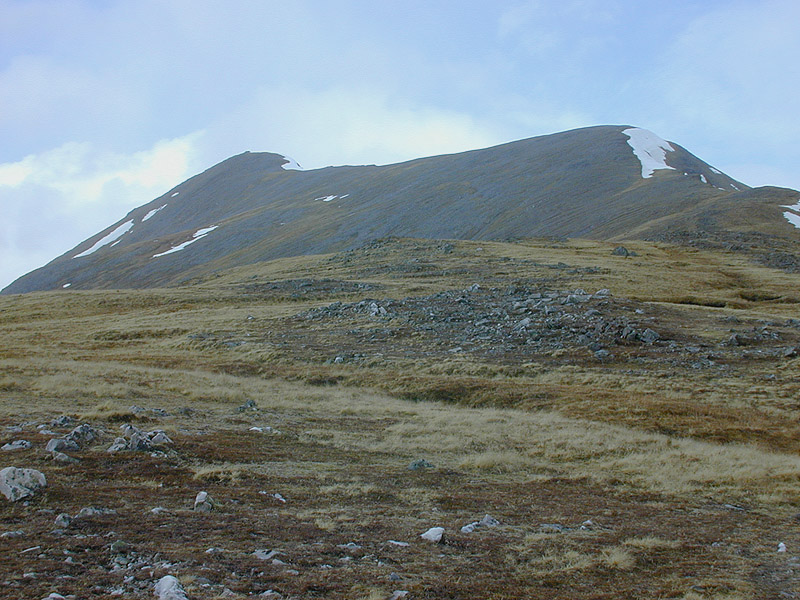
Blick vom Südgrat des A’ Chràlaig zum Gipfel
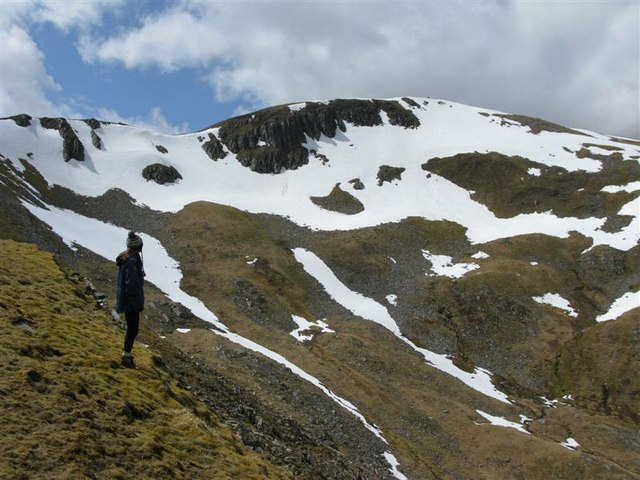
Blick vom Grat zum A’ Chioch nach Westen zum Gipfel des A’ Chràlaig
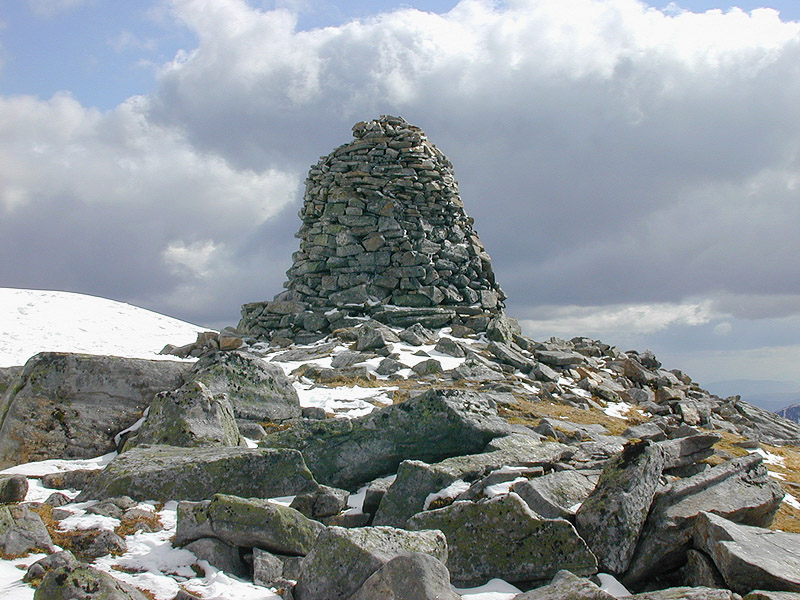
Der Gipfelcairn des A’ Chràlaig

Erreichbar ist der A’ Chràlaig am einfachsten von Süden. Ausgangspunkt ist ein Parkplatz an der A87 östlich des Cluanie Inn am Ostende von Loch Cluanie. Von dort führt ein steiler Anstieg über die Südwestflanke des Berges und den Südgrat zum Gipfelgrat. Für eine Besteigung im Rahmen einer Tour über alle vier Munros des Cluanie Horseshoe ist die einsam im Glen Affric gelegene Jugendherberge Alltbeithe ein geeigneter Ausgangspunkt, die ausschließlich zu Fuß oder per Mountainbike erreicht werden kann. Die Tour kann entweder mit dem Mullach Fraoch-choire oder dem Sàil Chaorainn begonnen werden und führt über den gesamten Grat. Dieser ist teilweise felsig und hat ausgesetzte Stellen, so etwa auf dem Südgrat des Mullach-Fraoch-choire.